# Trennung von Moral und Politik

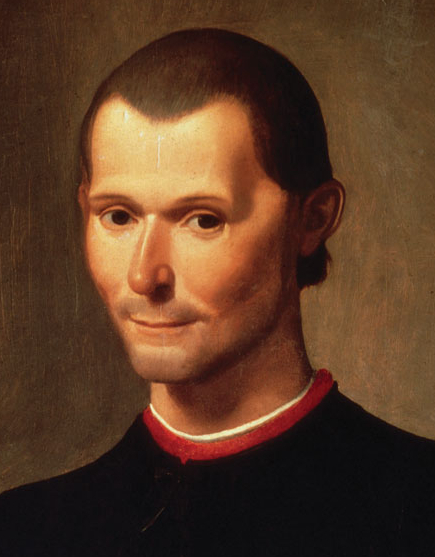
Niccolò Machiavelli

Die Trennung von Moral und Politik ist nach dem florentinischen Philosophen und Politiker Niccolò Machiavelli eine Grundvoraussetzung für einen stabilen und starken Staat. Gleichzeitig ist eine Gesellschaft, die den Gesetzen und Sitten des Staates folgt – und somit moralisch handelt – für den Fürsten bzw. den Staat unabdingbar.

## Hintergrund
Machiavelli wuchs zur Zeit der beginnenden Renaissance auf und erlebte die Zersplitterung Italiens in viele Kleinstterritorien. Neben der Stärke und Stabilität war das wichtigste Ziel des Philosophen ein vereintes Italien zu schaffen unter der Leitung eines mächtigen Politikers, des von ihm beschrieben Fürsten.
Die christlichen Historiker des Mittelalters gingen von einem göttlichen Heilsplan aus, der letztlich alle Menschen unter einem Gottesstaat versammeln würde, ebendies lehnten die Geschichtswissenschaftler der Renaissance ab: So ist die Politik nach Machiavelli (auch wenn er den Nutzen der Religion für den Herrscher erkannte) ein besonderer Teil des menschlichen Handelns, der seine eigenen Regeln und Gesetze hat.
Die obersten Zwecke sind ihm zufolge also Machtgewinnung und Machterhalt, eine moralische Haltung könnte hierbei von Nachteil sein.
Machiavelli vertrat eine pessimistische Weltanschauung, Menschen sind also habgierig, hinterlistig und heuchlerisch und sollen nicht wie im christlichen Menschenbild nach gottgefällig und moralisch gut sein, da dies nach Machiavelli ohnehin vergebens ist. Um den Menschen „gut“ zu machen, braucht man danach ein starkes Gesetz.
Vor diesem Hintergrund ist Moral im politischen Handeln nicht nur überflüssig, sondern auch machthemmend.

## Das Prinzip
Die Trennung von Moral und Politik verlangt nicht etwa die Eliminierung der Moral, die im privaten Bereich bestehen bleiben soll, sondern das Fernhalten der Öffentlichkeit von Moral.
Machiavelli war der Ansicht, dass die Regeln politischen Handelns nicht aus moralischer Überzeugung oder Grundsätzen abgeleitet werden können, sondern lediglich durch Kenntnisse der Geschichte und der konkreten politischen und gesellschaftlichen Verhältnisse und Ereignisse.
Politisches Handeln ist in solch einem Gedankenkonstrukt also nur dann sinnhaft, wenn die Mittel zweckmäßig gebraucht werden.
Der Fürst, als autokratischer Herrscher, kann privat eine Handlung für amoralisch halten, soll sie aber durchführen, falls sie den Interessen der Sicherung, Erhaltung oder dem Wohle seines Staates dient. Mit dem Aufstellen dieser Philosophie begründete Machiavelli die neuzeitliche Lehre der Staatsräson.

### Die drei Faktoren
Machiavelli benennt die drei Faktoren virtù (dt. „Tugend“, „Kraft“, „Entschlossenheit“), fortuna (dt. „Glück“) und necessità (dt. „Notwendigkeit“, „Zwang“) als wichtigste für einen funktionierenden Staat.
Für den Staat des Fürsten braucht es also einen entschlossenen, kraftvollen Fürsten, günstige Umstände und Bedingungen, die das Volk zum Handeln zwingen.

## Ähnliche Positionen
Der deutsche Philosoph Michael Schmidt-Salomon forderte in seinem Werk Jenseits von Gut und Böse eine Lösung der Politik, ja der ganzen Gesellschaft von der Moral, stellt jedoch – anders als Machiavelli – die Ethik als notwendig für eine überlebensfähige Gesellschaft dar.